# Uomo e donna, ore 10 dentro a un letto
Uomo e donna, ore 10 dentro a un letto è un singolo dei Ridillo pubblicato nel 2003.
Il testo del brano è tratto da una poesia di Charles Bukowski, Uomo e donna a letto alle 10 pomeridiane, che nelle mani dei Ridillo diventa un trascinante funk-soul, grazie anche alla collaborazione di Eumir Deodato alle tastiere. La canzone avrebbe dovuto essere inclusa nell'album Weekend al Funkafè, ma purtroppo impedimenti legati ai diritti d'autore lo hanno impedito.

## Tracce
CD singolo (Doc Servizi DOC002)
1. Uomo e donna, ore 10 dentro a un letto - 4:08